# 危険物安全週間
危険物安全週間（きけんぶつあんぜんしゅうかん）とは、日本で石油類をはじめとする危険物の事業所における自主保安体制の確立を呼びかけるとともに、広く国民の危険物に対する意識の高揚と啓発を図る週間。
1990年（平成2年）1月19日に消防庁により毎年6月の第2週の1週間（日曜日から土曜日まで）と定められた。これは気温が高くなり危険物の自然発火による火災が多くなる夏季を目前にした6月初旬に啓発活動を行うためである。
この週間には地方自治体、関連団体の協力を得て、趣旨にふさわしい内容の行事を実施するものとされている。